# 2e congresdistrict van Californië
Het 2e congresdistrict van Californië, vaak afgekort als CA-2, is een kiesdistrict voor het Amerikaanse Huis van Afgevaardigden. Het district omvat de kustregio van Californië ten noorden van de Golden Gate. Het omvat de county's Marin, Mendocino, Humboldt, Del Norte en Trinity, alsook het westen en noorden van Sonoma County. Belangrijke plaatsen in het district zijn San Rafael, Petaluma, Novato, Windsor, Healdsburg, Ukiah, Fort Bragg, Fortuna, Eureka, Arcata, McKinleyville en Crescent City. Volgens de American Community Survey van het Census Bureau wonen er 707.530 mensen.
De Democraat Jared Huffman vertegenwoordigt het district sinds 3 januari 2013 in het Huis van Afgevaardigden. Het congresdistrict heeft een Cook-rating van D+19, wat betekent dat het district heel veilig is voor Democratische kandidaten. Vooral het zuiden van het district, inclusief Marin County, staat bekend als een links bastion.

## Vóór 2013

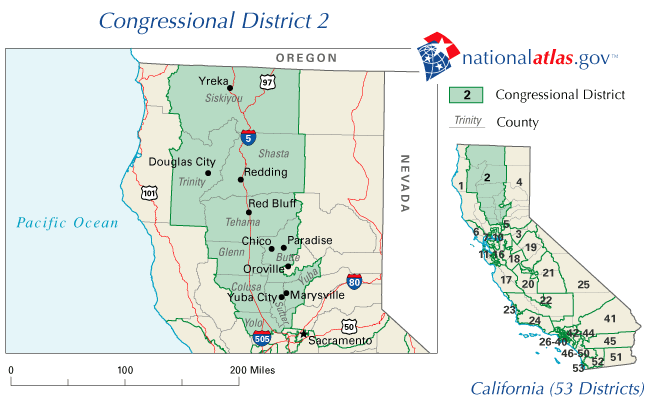
Het district van 2003 tot 2013.

Voor de hertekening van de Californische congresdistricten door de California Citizens Redistricting Commission in 2011 hoorden grote delen van de North Coast bij het 1e congresdistrict. Het 2e district bestond toen uit grote stukken ten noorden van Sacramento en het omvatte de county's Colusa, Glenn, Shasta, Siskiyou, Sutter, Tehama, Trinity en Yuba en delen van Butte en Yolo. In oppervlakte was het tweede district Californiës grootste congresdistrict. 67,7% van de bevolking woonde in een stedelijke omgeving.
Het oude 2e district was een Republikeins district. Van 1987 tot 2013 vertegenwoordigde de conservatieve Republikein Wally Herger het district. In de presidentsverkiezingen van 2008 haalde John McCain er een meerderheid en in 2004 en 2000 won George W. Bush het van zijn Democratische rivaal.
Het merendeel van het oude district is nu ondergebracht in het nieuwe 1e district, dat tegenwoordig het volledige noordoosten van de staat omvat.